# 필리프 주리치치
필리프 주리치치(세르비아어: Филип Ђуричић, Filip Đuričić, 1992년 1월 30일 ~ )는 세르비아의 축구 선수로 현재 그리스 수페르리가 엘라다의 파나티나이코스에서 활약하고 있다.